# Scopa d'assi
La scopa d'assi, detta anche scaragoccia o asso pigliatutto, è un gioco di carte, variante della scopa, nato nell'Italia Settentrionale e diffusosi poi in tutta la Penisola. Si gioca con un mazzo da 40 carte, divise in 4 semi di 10 carte ciascuno e possono partecipare 2 o 4 persone.

## Le carte
Si gioca con 40 carte: un mazzo di carte italiane oppure con un mazzo di carte francesi da cui siano stati rimossi gli 8, 9, 10, che vengono sostituiti da J, Q, K. Nel caso in cui si usino carte francesi, la corrispondenza dei semi è Cuori→Coppe, Quadri→Denari, Fiori→Bastoni, Picche→Spade. 

## Regole
Le regole del gioco sono le stesse della scopa, con la differenza che calando un asso si prende tutto quello che c'è sul banco.. In genere nell'asso pigliatutto la presa con l'asso conta come scopa, mentre nella scopa d'assi no, anche se di regione in regione la scelta dipende dalle regole locali e dagli accordi tra giocatori. Secondo il regolamento dell'Unione Italiana Gruppi Cartofili (UIGC) la presa con l'asso non conta come scopa.

### Distribuzione delle carte
Una volta mischiate le carte e tagliate dal giocatore alla sinistra del mazziere questi distribuisce le carte in senso antiorario: nella variante a due giocatori 3 carte a testa e 4 visibili in banco, nella variante a quattro giocatori vengono invece distribuite 10 carte a testa, a gruppi di 3-3-4. Una volta finita la smazzata sarà il giocatore alla destra del precedente mazziere a servire le carte per la smazzata successiva. Nella variante a due giocatori il ruolo di mazziere si alterna ogni smazzata fino alla fine della partita.

### Gioco
Procede con le regole normali della scopa (eccetto per la presa d'asso). Ogni giocatore nel rispettivo turno (ognuno gioca una carta alla volta) può prendere esclusivamente una carta dello stesso valore dal tavolo o due o più carte il cui valore sommato sia pari alla carta giocata dal giocatore (come a scopa). Nel caso esistano più possibilità di presa, il giocatore può scegliere la combinazione più conveniente, a meno che non sia presente sul tavolo la carta che viene giocata; in tal caso il giocatore è obbligato a prendere quella. Gli assi di ciascun seme prendono tutte le carte sul tavolo (da qui il nome del gioco). Se un giocatore gioca un asso senza altre carte in tavola l'asso sarà semplicemente preso da chi lo ha giocato e andrà ad ingrossare il suo mazzo.

### Punteggio
Il punteggio è calcolato come per la scopa, i quattro punti di mazzo: carte (chi ha raccolto più di venti carte), denari (chi ha raccolto più di cinque carte di denari), settebello (chi ha raccolto il sette di denari), primiera. A questi punti si aggiunge un punto per ogni scopa realizzata e quelli di napoletana (ovvero 3 punti per aver preso asso, due e tre di denari, più un punto per ogni altra carta di denari che prosegua la sequenza).
Vince la squadra che raggiunge per prima il punteggio concordato ad inizio partita, la scelta più comune è 21, mentre nei tornei e nelle gare ufficiali dell'UIGC si usa solitamente 31 per ridurre la varianza della distribuzione delle carte.

## Varianti
Ci sono alcune varianti che regionalmente vengono utilizzate, non necessariamente tutte insieme, anche se non sono contemplate nei tornei ufficiali:
- Rebello: punto di mazzo aggiuntivo, la squadra che ha preso il re di denari ottiene 1 punto.
- Regola del Vile: il primo di mano nel suo primo turno non può giocare un asso.
- Napoleone: la squadra che in una smazzata ha preso tutte le carte di denari vince immediatamente la partita.
- Big Ben : Si alterna la distribuzione e il gioco della carta, una mano in senso antiorario e una in senso orario.